# Brouwerij Piedbœuf

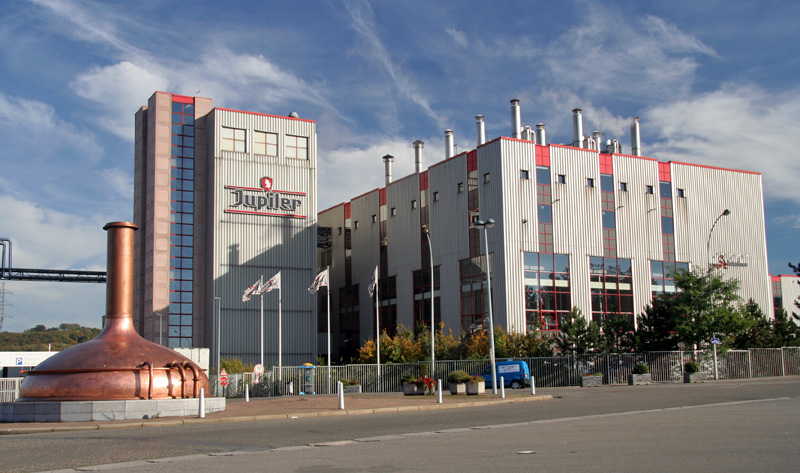
Brouwerij Piedbœuf

Brouwerij Piedbœuf, ook bekend als Brasserie Jupiler, is een grote Belgische brouwerij, opgericht in 1853 en gelegen in de Luikse plaats Jupille-sur-Meuse, deelgemeente van de stad Luik. De familiale onderneming is opgegaan in de biergroep Anheuser-Busch InBev, waarvan ze een productiesite is gebleven.

## Geschiedenis
Het bedrijf werd opgericht in 1812 en vervaardigde aanvankelijk koperen brouwketels. In 1853 begon Jean-Théodore Piedboeuf zelf met brouwen. Het bedrijf kwam vooral tot ontwikkeling na 1905 onder het impuls van Henri Piedboeuf en van zijn schoonbroer Albert Van Damme. In 1924 was het overigens qua grootte nog maar de 724e brouwerij van België. Vanaf toen ging het bergopwaarts, omdat een nieuw procédé, fermentation basse, werd ingevoerd. In 1930 nam de brouwerij reeds de 21e plaats in.
Door overnames groeide het bedrijf sterk. In 1971 sloten de familiale aandeelhouders een geheim akkoord met Brouwerij Artois om een groep te vormen die voor 88% werd gecontroleerd door de Artois-families. Naar buiten toe bleven Jupiler en Stella concurrenten. Jupiler werd marktleider in België. In 1979 waren er bij Piedbœuf 3.800 medewerkers en produceerde men 2,75 miljoen hl bier.
Nadat een fraudeschandaal in 1986 de werkelijke structuur van de groep blootlegde, fuseerde Brouwerij Piedbœuf in 1988 met Brouwerij Artois (de  brouwerij die Stella Artois heeft uitgevonden) te Leuven om de groep Interbrew te vormen. Onder leiding van José Dedeurwaerder werd zwaar gesaneerd. De brouwerij in Jupille werd een van de twee plekken waar de productie werd geconcentreerd. In 2004 werd gefuseerd met de Braziliaanse brouwer Companhia de Bebidas das Americas (AmBev) en aldus werd het bedrijf InBev gevormd. In 2008 werd gefuseerd met Anheuser-Busch, waarmee de groep Anheuser-Busch InBev ontstond. Deze groep heeft vier brouwerijen in België, waaronder de locatie te Jupille, die omgedoopt werd tot Brasserie Jupiler.

## Monument
Tussen 1935 en 1939 werd de Tour Piedboeuf gebouwd in functionalistische stijl. Architect was Léopold Broquet. De toren heeft een vierkante plattegrond en is 67 meter hoog. In de toren bevinden zich fermentatieruimten en laboratoria voor analyse. De twee bovenste verdiepingen zijn in de westhoek voorzien van een traptorentje dat geheel van glazen vensters is voorzien. De noordhoek is voorzien van een rechthoekige traptoren over alle verdiepingen en een hoogte van 77 meter heeft, en voorzien is van twee uurwerken.
De noordwestwand is voorzien van de tekst Piedboeuf met reusachtige letters in art-decostijl.

## Bieren
Onderstaande worden met zekerheid gebrouwen in deze brouwerij :
- Delhaize Tafelbier Blond
- Delhaize Tafelbier Bruin
- Jupiler
- Jupiler Blue
- Jupiler NA
- Piedbœuf Blonde
- Piedbœuf Brune
- Piedbœuf Excellence
- Piedbœuf Foncée
- Piedbœuf Triple

## Voetnoten
1. ↑  Het hoofdpijnbier dat de wereld veroverde, De Standaard, 22 januari 2020. Gearchiveerd op 7 juni 2023.